# 截面曲率
在黎曼几何中，截面曲率是描述黎曼流形的曲率的一种方式。截面曲率{\displaystyle K(\sigma _{p})} 依赖于p点的切空间裡的一个二维平面 {\displaystyle \sigma _{p}} 。它就定义为该截面，考慮在 p 点以平面 {\displaystyle \sigma _{p}} 作为切平面的曲面 {\textstyle S_{p}}，這曲面是收集流形中某包含 {\displaystyle p} 的鄰域內從 p 点出發的測地線且這測地線在 {\displaystyle p} 點的切向量屬於截面 {\displaystyle \sigma _{p}} （換句話說就是 {\textstyle S_{p}=\exp _{p}U} 其中  {\textstyle U\subseteq \sigma _{p}} 是 {\textstyle \sigma _{p}} 里包含原點的鄰域），而截面曲率 {\displaystyle K(\sigma _{p})} 就是曲面 {\displaystyle S_{p}} 在 {\displaystyle p} 點的高斯曲率。形式上，截面曲率是流形上的2维格拉斯曼纤维丛的光滑实值函数。
截面曲率完全决定了曲率张量，是非常有用的几何概念。

## 定义
设{\displaystyle M}为黎曼流形，{\displaystyle \sigma }为{\displaystyle M}上 p 点处切空间中的二维平面，{\displaystyle u}和{\displaystyle v}为{\displaystyle \sigma }中两个线性无关的向量。
则关于{\displaystyle \sigma }的截面曲率定义为
{\displaystyle K(\sigma )={\langle R(u,v)v,u\rangle  \over |u|^{2}|v|^{2}-\langle u,v\rangle ^{2}}}
其中{\displaystyle R}是{\displaystyle M}的黎曼曲率张量。

## 常截面曲率流形
常截面曲率的黎曼流形是最简单的类型。它们称为空间形式。通过缩放度量，它们有三种情况
- 负曲率−1， 双曲几何
- 零曲率，欧几里得几何
- 正曲率+1，椭圆几何

三类几何的模型流形分别是双曲空间，欧几里得空间和单位球面。它们是对于这些给定的截面曲率唯一可能的完备单连通黎曼流形，所有其它常曲率流形是它们在某个等距映射群下的商。

## 性质
- 完备黎曼空间有非负的截面曲率，当且仅当函数{\displaystyle f_{p}(x)=dist^{2}(p,x)}对于所有点p是一个1-凹函数。
- 一个完备单连通黎曼流形有非正截面曲率，当且仅当函数{\displaystyle f_{p}(x)=dist^{2}(p,x)}是1-凸函数。

## 参看
- 黎曼曲率张量
- 黎曼流形的曲率
- 曲率